# 克雷姆斯附近罗伦多夫
克雷姆斯附近罗伦多夫是奥地利下奥地利州克雷姆斯兰县的一个市镇。总面积9.78平方公里，总人口1763人，人口密度180.3人/平方公里（2005年）。